# Pierre Joseph Fauquez
Pour les articles homonymes, voir Fauquez.
 (mai 2016).
Pierre Joseph Fauquez, ou Fauquet, est un faïencier né aux Pays-Bas espagnols au XVIIe siècle, et mort à Saint-Amand-les-Eaux le 8 avril 1741.

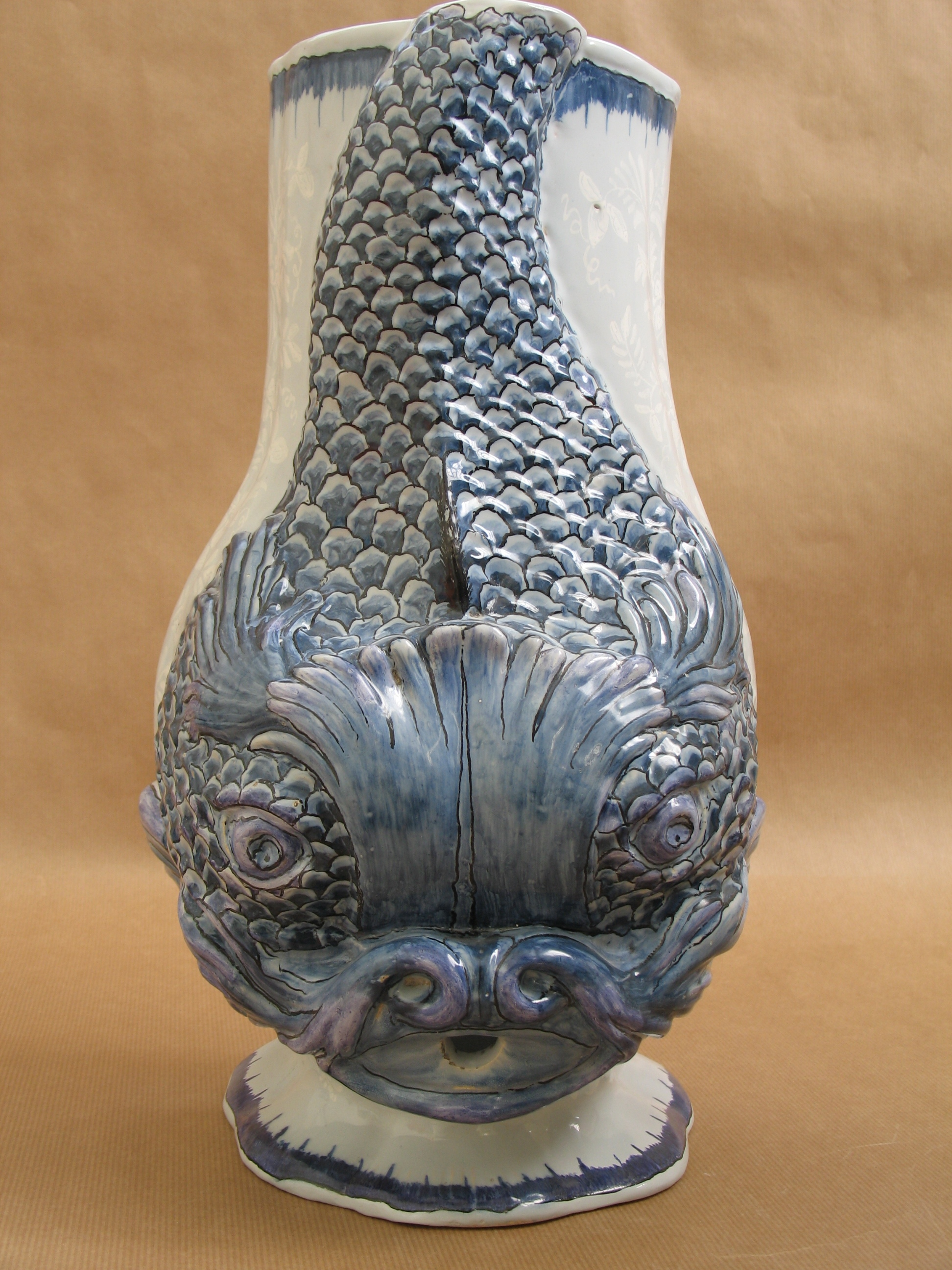
Fontaine dauphin (XVIIIe siècle), musée municipal de la tour abbatiale de Saint-Amand-les-Eaux.

## Biographie
Originaire de Tournai, Pierre Joseph Fauquez est le fils de Pierre Fauquez et Barbe Taffin (sœur de Marie Aldegonde Taffin).
Il reprend en 1698 la fabrique de Jean Caluez, tourneur, et Louis Verschure, peintre - les associés d'Antoine Beghin, son oncle par alliance), chez qui il avait été ouvrier. Pour s'installer dans les locaux situés près du couvent des Capucins, au Becquerelle, il dut demander l'autorisation et adresser une requête aux magistrat de la ville en date du 10 août 1698 qui, bien qu'anonyme, présente le requérant comme « demeurant en la ville, homme zéleux au service du public, très bon ouvrier à faire galères ».
Il sollicite la réédification du four de la maison et un prêt de 300 florins auprès des magistrats, de qui il obtient en septembre la moitié de la pension que ceux-ci versaient à Beghin (qui proteste énergiquement puisqu'il continue d'exercer jusqu'en 1704), soit 100 florins par an et 10 écus pour son premier ouvrier. Il touchera cette pension jusqu'en 1704, date à laquelle elle fut portée à 150 florins à la suite de la suppression de celle de Beghin. Fauquez reprend alors le matériel et les ouvriers de Beghin et fait des projets d'agrandissement. Il obtient des Consaux les matériaux de la démolition du premier four de Beghin, et installe sa manufacture rue Merdenchon, où il va demeurer. C'est dans un terrain aménagé à cet effet qu'il lavait et préparait ses terres hors de la porte de Valenciennes. Ces lieux ayant été saccagés lors du siège de 1709, il fut obligé de faire ce travail en ville.
Il travaille la terre qui provient de Bruyelle, un village près de Tournai, où Delf et Lille viennent aussi s'approvisionner. Un rapport du 26 mars 1709 précise que Fauquez « avait fait 29 fournées de faïence », et il ressort d'une requête du 17 janvier 1713 « qu'il avait en 1712 mis les feux 17 fois ». Cette même année 1713 voit la naissance de son fils Pierre François. La majorité de sa clientèle se trouvait à Lille où il faisait une sérieuse concurrence à Jacques Féburier, faïencier de Tournai installé à Lille depuis 1696 avec son associé le peintre Jean Bossu. Les magistrats de cette ville lui interdisaient de faire des ventes publiques, mais les règlements l'autorisaient cependant à exposer et à vendre dans les magasins de la ville.
En 1710 et 1711, les magistrats oublient de lui payer sa pension, qu'on lui fait solder et qu'il touchera jusqu'en 1718, date à laquelle on la lui enlève à la suite de son installation à Saint-Amand-les-Eaux.
S'il fut longtemps le seul fabricant de faïence à Tournai, il vit toutefois s'installer en 1708 Gaspard Simon, fils de Gratien Simon, qui ne lui fit pas une grosse concurrence. En 1713, on vendait à Tournai des grès de Cologne. En 1717, Robert Stevens obtient l'autorisation de fabriquer de la porcelaine qui ne soit pas contraire au contrat passé avec Fauquez. Il fermera sa manufacture en 1725.
En 1718, il vint s'installer à Saint-Amand-les-Eaux où il fonda la seconde faïencerie de la ville, dite Faïencerie Fauquez. On peut penser que cette décision fait suite aux traités d'Utrecht qui rétablissaient la frontière entre Tournai et Saint-Amand-les-Eaux en France où Fauquez avait ses débouchés commerciaux ; mais également à l'installation de Stevens. La première faïencerie a été installée par Nicolas Desmoutier en 1705, elle sera ensuite dirigée par Martin Claude Dorez, quatrième enfant de Barthélémy Dorez.
Fauquez acheta un terrain sur lequel il bâtit sa manufacture de faïence stannifère (contenant de l'étain) à proximité des voies d'eau, des forêts et des routes, en bordure de l'actuelle rue du 18 juin. La manufacture allait en profondeur en direction de l'actuelle rue de Condé où se trouvaient ses magasins. Il fit venir des ouvriers de Tournai, bien qu'il conserva sa manufacture de Tournai. Il vint s'installer en 1725 à la fermeture de Tournai, avec sa femme Catherine Thérèse Dumoulin et leurs enfants, à Saint-Amand. Sa faïencerie de Saint-Amand connut son apogée vers 1740, date à laquelle son fils Pierre François prit la direction de la fabrique. Elle sera emportée par la Révolution de 1789, malgré les efforts de Jean-Baptiste Fauquez, petit-fils du fondateur. L'usine sera vendue et démolie en 1805. A l'emplacement de cette entreprise se trouve aujourd'hui la résidence Manouvrier. L'habitation des Fauquez se situait de l'autre côté de la rue, à l'emplacement de l'actuel laboratoire de biologie.
Pierre Joseph Fauquez est mort à Saint-Amand-les-Eaux le 8 avril 1741 et est inhumé à l'église Notre-Dame de Tournai, où repose également son épouse, morte en octobre 1738. Une pierre tombale porte une épitaphe à sa mémoire.

## Marques
Initiales « PJF » et « SA » entremêlées (pour Saint-Amand).

## Collaborateurs à Tournai
- Joseph Delmotte, dépose le 14 avril 1714 à Arras une demande pour fonder une manufacture de faïencerie avec Georges Spreux ;
- Georges Spreux.

## Œuvres dans les collections publiques
en Belgique
- Mariemont (province de Hainaut), musée de la commune de Morlanwelz ;
- Tournai, musée des beaux-arts ;

en France
- Lille, palais des beaux-arts ;
- Nevers, musée municipal Frédéric Blandin ;
- Saint-Amand-les-Eaux, musée municipal de la tour abbatiale :
- Saint-Omer, musée de l'hôtel Sandelin : Fontaine dauphin ;
  - Terrine à couvercle, vers 1740, faïence de Saint-Amand-les-Eaux, décor au chrysanthème, tige, feuille à grand feu, camaïeu, bleu, blanc fixe, fond gris, première version de ce thème à Saint-Amand très proche du modèle d'inspiration asiatique ;
  - Plat ovale, vers 1740, faïence de Saint-Amand-les-Eaux, décor grand feu, camaïeu, vert, manganèse violet, blanc fixe, fond gris ;
- Sèvres, musée national de Céramique.

## Expositions
- du 24 mars au 23 juin 1985, musée municipal de la tour abbatiale de Saint-Amand-les-Eaux, Les Faïenciers de Saint-Amand-les-Eaux au XVIIIe siècle (catalogue).